# Ахлюстін Петро Миколайович
Ахлюстін Петро Миколайович (12 червня 1896, село Каслі, Єкатеринбурзький повіт, Пермська губернія — 28 липня 1941, Славгородський район, Могилівська область) — радянський військовий діяч, генерал-майор (1940).

## Військова служба
У серпні 1915 року призваний до лав Російської імператорської армії, брав участь у Першій світовій війні рядовим (потім — молодшим унтер-офіцером) 2-го Павлоградського лейб-гвардії гусарського полку. У грудні 1917 демобілізований.
24 червня 1918 року добровільно вступив до Червоної Армії. Під час громадянської війни командував кулеметною командою на Південному фронті. Із грудня 1922 року командував навчальним взводом у 30-й стрілецькій дивізії. Із 1924 року командував кавалерійським ескадроном 51-ї стрілецької дивізії. У 1927 році закінчив Сімферопольські курси комскладу РСЧА. Потім був помічником командира кавалерійського полку.
Із квітня 1935 року командував 104-м кавалерійським полком. Із червня 1937 року командував 23-ю кавалерійською дивізією 7-го кавалерійського корпусу Київського військового округу, із червня 1938 року командував 24-ю кавалерійською дивізією 13-го кавалерійського корпусу Білоруського військового округу. На чолі 24-ї дивізії брав участь у радянсько-фінській війні.
15 лютого 1941 року призначений командиром 39-го стрілецького корпусу на Далекому Сході, але наказ про призначення був відмінений.
27 лютого 1941 року генерал-майор Ахлюстін був призначений командиром 13-го механізованого корпусу 10-ї армії Західного особливого військового округу.

## Німецько-радянська війна
На момент нападу нацистської Німеччини на СРСР корпус генерала Ахлюстіна перебував у стадії формування, але вже мав 282 танки. Корпус мав на озброєнні танки Т-26. Танки Т-34 мали тільки прибути у корпус.
Уже у перший день війни, 22 червня 1941 року, 13-й механізований корпус вступив у￼￼ бої з противником на захід від Бєльська. До 24 червня німецька 4-та армія розгромила частини корпусу. Залишки корпусу відходили на чолі зі своїм командиром на схід.
28 липня 1941 року генерал-майор Ахлюстін загинув у бою при переправі через річку Сож.

## Військові звання
- Полковник (24 січня 1936 року).
- Комбриг (17 лютого 1938 року).
- Генерал-майор (4 червня 1940 року).

## Нагороди
- Орден Червоного Прапора (1922, за участь у громадянській війні).
- Орден Вітчизняної війни 1-го ступеня (посмертно, 6 травня 1965 року).
- Два ордени Червоної Зірки (22 лютого 1938 року до двадцятої річниці РСЧА; березень 1940 року, за участь у радянсько-фінській війні).
- Медаль «XX років РСЧА» (1938).